# جوراسيك بارك (لعبة فيديو إن إي إس)
جوراسيك بارك (بالإنجليزية: Jurassic Park)‏ هي لعبة كومبيوتر التي أنتجها ونشرها شركة أوشن سوفت وير البريطانية، تعمل فقط للنظام الحاسوبي نينتندو إنترتينمنت سيستم، صدرت في الأسواق سنه 1993.